# Повилье

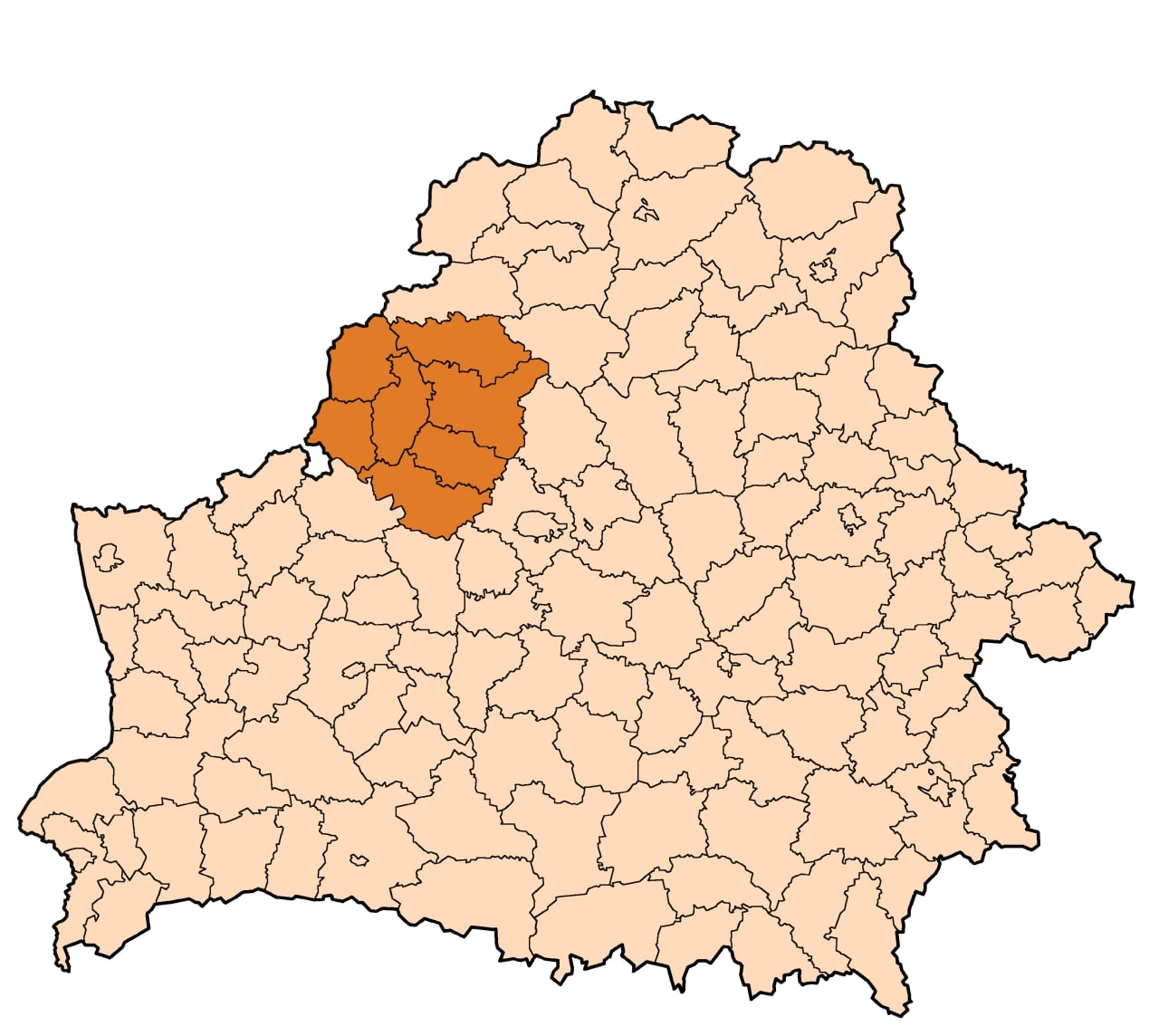
Белорусское Повилье на карте.

Белорусское Повилье (бел. Павілле) — исторический и географический регион Белоруссии, который включает водосбор реки Вилия. Согласно современному административно-территориальному делению, охватывает северо-западную часть Минской (Молодечненский, Мядельский, Вилейский и Воложинский районы), северо-восточную часть Гродненской (Островецкий, Ошмянский, Сморгонский районы), южные окраины Витебской (часть Докшицкого района) областей.

## Географическое описание
В геоструктурном районировании край главным образом расположен в Белорусско-Прибалтийском поясе. В тектоническом плане Повилье находится в Белорусской антеклизе Русской плиты, которая включает две структуры второго порядка — Вилейские погребенные выступы и Воложинский грабен.
Основу рельефа составляют возвышенности Белорусской гряды — Ошмянская и Минская с абсолютными высотами более 300 м. Через север региона проходило последнее обледенение — Поозёрское (95—11 тыс. лет назад). За счёт этого сформировались холмисто-западинные камовые массивы. Характерные черты рельефа: большая глубина и густота расчленения рельефа, отсортированность отложений. Типичные формы рельефа: камы, озы, моренные холмы, озёрные котловины, ложбины стока.
В соответствии с гидрологическим районированием регион расположе Вилейском гидрологическом районе, относится к бассейну Балтийского моря. Тип питания рек смешанный. Здесь расположено одно из крупнейших водохранилищ Белоруссии — Вилейское. Территория относится к Западному зоогеографическому району.
Уровень радиации в регионе распределён следующим образом: на западе, центре и юге 3800 МДж/м2, востоке и севере 3700. Средняя температура января составляет до -5,5, июля — от 17,0 (север и запад) +17,5 (восток, центр и юг). Влажность на западе и центре 625 мм, на остальной части 650 мм.
На Сморгонщине и Мядельщине находятся залежи торфа.

## Историческое описание
В середине I тысячелетия до н. э. в северной части региона проходила пограничная полоса между двумя культурами единого Восточно-Балтского этнического массива – культуры штрихованной керамики и днепро-двинской культуры. В середине I тысячелетия н. э. в западной части Повилья культура штрихованной керамики сменяется культурой восточнелитовских курганов, а в восточной части — банцеровской культурой. В первых веках II тысячелетия н. э. территория на востоке стала зоной контактов между восточнославянскими племенами дреговичами и кривичами (полочанами). В западной части проходило пограничье между славянами и балтами (племенами литва и аукштайты).
Среди поселений культуры штрихованой керамики: Гатовичи, Занарочь (Мядельский район), Вязынь, Малышки (Вилейский район), Горани (Сморгонский район). Культура восточнолитовских курганов оставила погребения вблиз населённых пунктов Засвирь, Навры, Чёрная Лужа (Мядельский район), Пильвины, Лоша, Желядь, Будраны (Островецкий район), Камено (Вилейский район), Выгалиненты, Понизье, Рымшанцы (Сморгонский район) и станции Сморгонь. Поселения культуры находились под Засвирью (Мядельщина) и Хведевичами (Сморгонщина).
Банцеровская культура оставила от себя поселения в районе населённых пунктов Курчино, Ревячка, Городище, Микольцы, Некасецк (Мядельщина), Сосенка, Гуры (Вилейщина). В Некасецке (Мядельский район) выявлено поселение, существовавшее с периода банцеровской культуры (VI–VIII вв.) до эпохи Киевской Руси (ІХ–ХI вв.). К средневековой эпохе относятся славянские поселения на крупных островах озёр Мястро, Нарочь и Мядель.
Согласно наиболее распространённой научной версии, территория края, а именно Ошмянская возвышенность, наряду с южной Дзукией относилась к летописной Литве, где произошло становление Великого княжества Литовского.

## Хозяйство и экономика
На 2020 год в крае в зависимости от доминирования того или инога вида экономической деятельности выделялись следующие категории районов: сервисно-индустриальные (Вилейщина, Мядельщина), индустриально-сервисные (Молодечненщина, Сморгонщина), индустриально-аграрные (Ошмянщина, Воложинщина), аграрно-индустриальные (Островетчина, Докшищина). По специализации: сельское хозяйство (Докшицкий, Островецкий, Воложинский, Мядельский районы), промышленность и сельское хозяйство (Ошмянский, Сморгонский, Молодечненский районы), сфера услуг и сельское хозяйство (Вилейский район). По уровню экономического развития: высокий (Сморгонщина), очень низкий (все остальные).